# Розалишкское поместье
Розали́шкское поме́стье (латыш. Rozališķu muiža) — поместье, расположенное на левом берегу Даугавы в природном парке «Даугавас локи», Аугшдаугавский край, Вецсалиенская волость.

## Описание
Поместье было построено в начале XX века на полуострове вблизи реки, напротив Васаргелишской смотровой башни. Представляет собой двухэтажное здание из красного кирпича. Рядом расположены хозпостройки.
Во время Первой мировой войны в здании располагался пункт российской прифронтовой базы. Имелись мастерские, склады, хлебопекарня и небольшая узкоколейная железная дорога с депо.
Во время независимой Латвии (1922—1940 года) в здании располагалось лесничество.
Во время Второй мировой войны одно крыло здания было разрушено, а затем снесено.
С 1990-х годов всё поместье находится в частной собвственности, там располагается туристическая база. Поместье хорошо видно с противоположного берега Даугавы.